# Bumerang (Zeitschrift)
Der Bumerang war eine Zeitschrift mit Themen über indigene Völker, die zwischen 1994 und 2010 im Umfang von bis zu 48 Seiten erschien. Herausgegeben wurde die Zeitschrift vom Bund für Naturvölker (BfN), der 2009 in Bund für Indigene Völker umbenannt wurde und bis 2011 bestand.
Die Zeitschrift enthielt Dokumentationen und Reportagen über die historische und aktuelle Situation von indigenen Völkern, speziell auch kritische Betrachtungen zum deutschen Kolonialismus. Ergänzt wurde der Hauptinhalt durch Erzählungen für Kinder, Buchtipps, Rezensionen, Spendenaufrufe und aktuelle Nachrichten. Der Stil wurde als belletristisch bezeichnet.
Zielgruppe der Zeitschrift waren „natur- und völkerkundlich Interessierte, Lehrer, Schüler, Studenten, Biologen, Naturliebhaber, -schützer, Menschenrechts- und Umweltgruppen, und Dritte-Welt-Initiativen“.
An der Änderung der Untertitel und der Benennung der Zeitschrift lässt sich die damalige Entwicklung in Bezug auf das Verständnis indigener Völker ablesen:
| Datum      | Untertitel            | Name der Zeitschrift                   |
| ---------- | --------------------- | -------------------------------------- |
| bis 3/1997 | Naturvölker heute     | Zeitschrift des Bundes für Naturvölker |
| ab 1/1998  | Naturvölker heute     | Zeitschrift für gefährdete Kulturen    |
| ab 1/2006  | „Naturvölker“ heute   | Zeitschrift für gefährdete Kulturen    |
| ab 1/2009  | Indigene Völker heute | Zeitschrift für gefährdete Kulturen    |